# キム・ボムジュン
キム・ボムジュン（金 泛俊、ハングル：김범준）は、韓国の男子ソフトテニス選手。聞慶市庁所属。

## 人物
2014年アジア競技大会の三冠王（ダブルス、シングルス、団体戦で金メダル）。その容貌からテニス界のイ・ヨンデと称される。

## 四大国際大会戦績
- 2012アジアソフトテニス選手権団体準優勝。
- 2013東アジア競技大会　ダブルス準優勝、団体三位
- 2014アジア競技大会団体、ダブルス、ミックスダブルス優勝（キム・ドンフン・キム・ボムジュン）。シングルス三位。
- 2015世界選手権ダブルス準優勝（キム・ドンフン・キム・ボムジュン）ミックスダブルス準優勝、団体三位。
- 2018アジア競技大会　団体優勝、ミックスダブルス三位。
- 2024世界選手権ダブルス第３位（キム・テミン・キム・ボムジュン）ミックスダブルス優勝（ムン・ヘギョン・キムボムジュン）、団体準優勝。